# Gustaf Adolfsparken

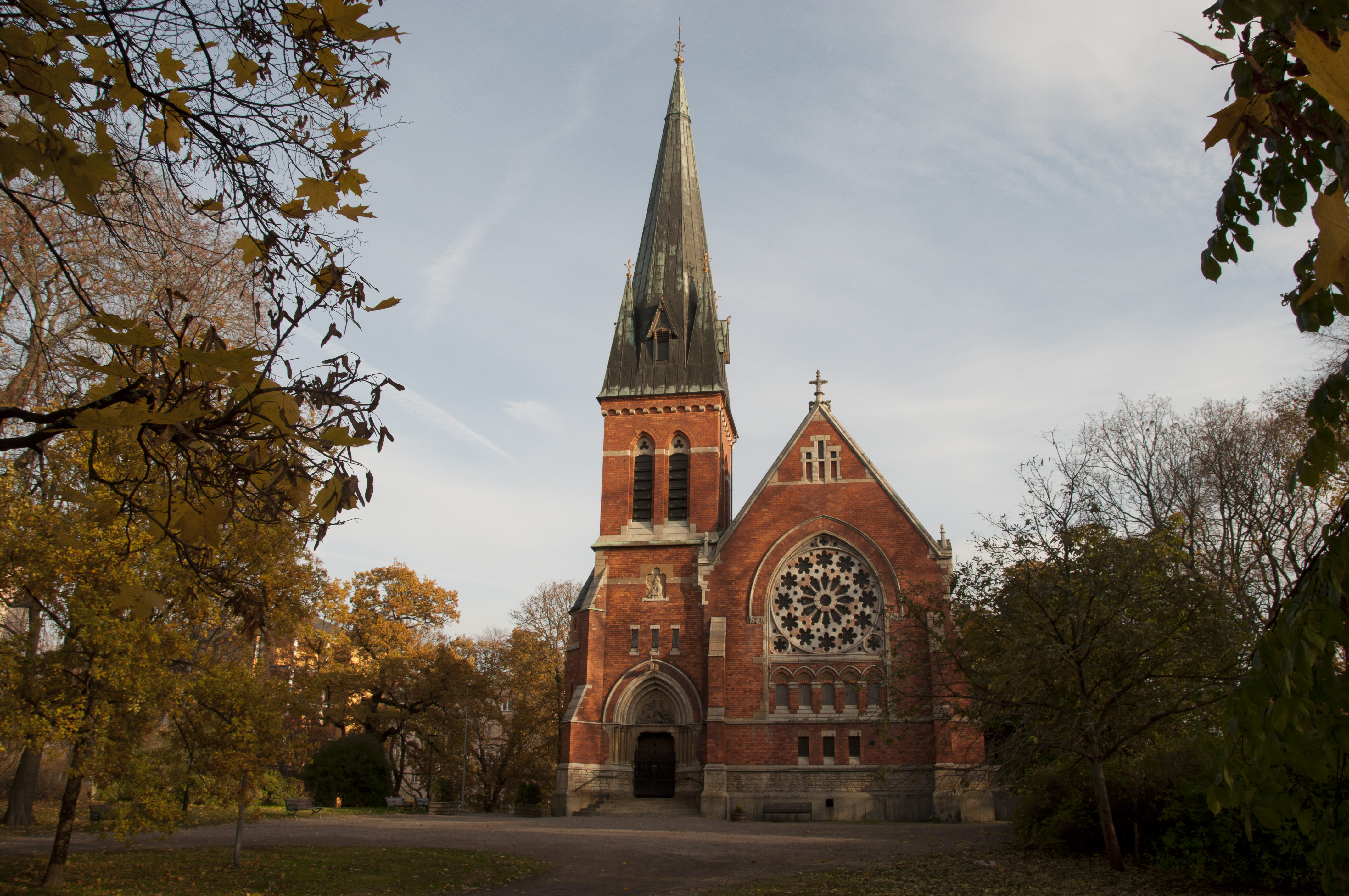
Gustaf Adolfsparken med Gustaf Adolfskyrkan

Gustaf Adolfsparken är en park på Östermalm i Stockholm, strax öster om Karlaplan. I parken ligger Gustaf Adolfskyrkan, som var Svea livgardes garnisonskyrka och som har gett parken dess namn. Parken var tidigare militärt område. Östermalmsskolan ligger vid parkens sydvästra hörn. På området låg också Svea Livgardes Idrottsplats som var Stockholms första friidrottsarena.

## Svea livgardes minnessten

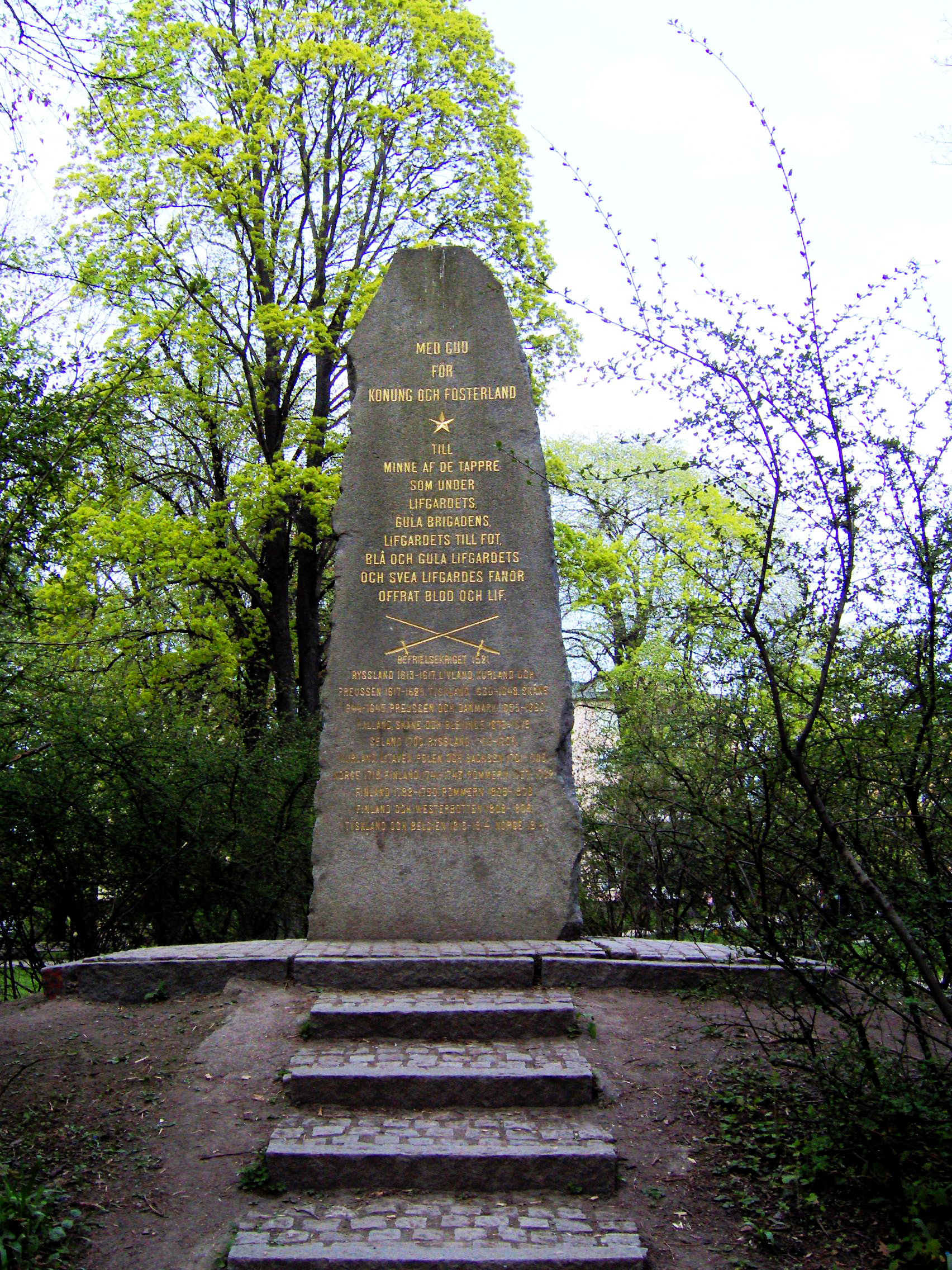
Svea livgardes minnessten.

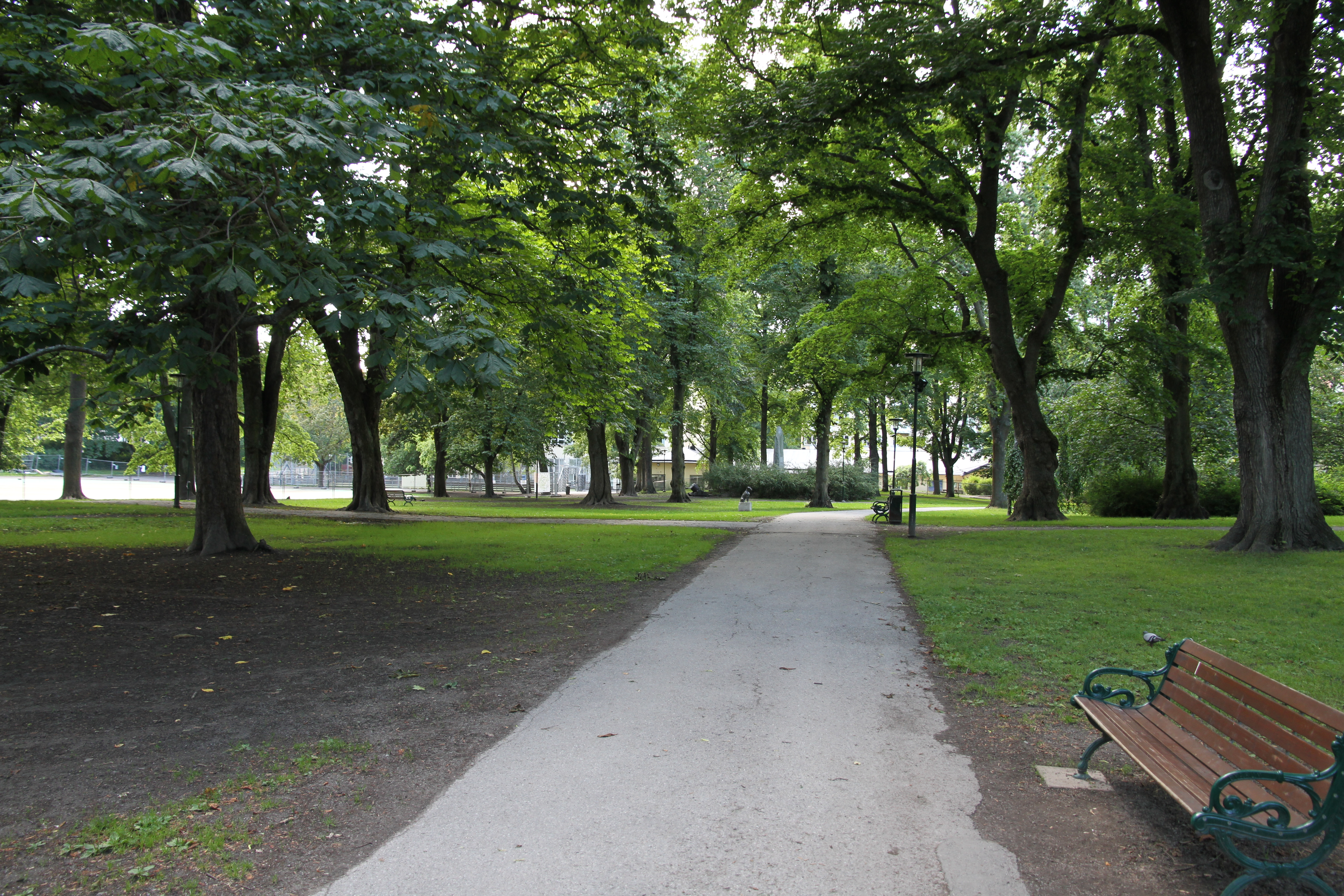
Gustav Adolfsparken 11 juli 2015

Till minne av Svea livgardes och dess föregångares stupade soldater restes 1890 en 4 meter hög sten i Gustaf Adolfsparken. Minnesstenen invigdes den 7 september samma år, årsdagen av slaget vid Breitenfeld 1631. Stenen är omgiven av mörsare.
Texten på framsidan lyder:
| ” | MED GUD FÖR KONUNG OCH FOSTERLAND × TILL MINNE AF DE TAPPRE SOM UNDER LIFGARDETS, GULA BRIGADENS, LIFGARDETS TILL FOT, BLÅ OCH GULA LIFGARDETS OCH SVEA LIFGARDES FANOR OFFRAT BLOD OCH LIF. BEFRIELSEKRIGET 1521 RYSSLAND 1613–1617. LIVLAND, KURLAND OCH PREUSSEN 1617–1629. TYSKLAND 1630–1648. SKÅNE 1644–1645. PREUSSEN OCH DANMARK 1655–1660. HALLAND, SKÅNE OCH BLEKINGE 1675–1679. SELAND 1700. RYSSLAND 1700–1709. KURLAND, LITAVEN, POLEN OCH SACHSEN 1701–1706. NORGE 1718. FINLAND 1741–1743. POMMERN 1757–1762. FINLAND 1788–1790. POMMERN 1805–1806. FINLAND OCH WESTERBOTTEN 1808–1809. TYSKLAND OCH BELGIEN 1813–1814. NORGE 1814. | „ |

Texten på baksidan lyder:
| ” | BEFÄL OCH TRUPPER RESTE STENEN D. 7 SEPT. 1890. ÖVERLÄMNADES I STOCKHOLM STADS VÅRD AV KUNGLIGA LIVGARDET VID DESS FLYTT TILL ULRIKSDAL D. 5 OKT. 1946. | „ |

## Parken i populärkultur
I Beckfilmen Kartellen från 2001 begås ett mord i parken.